# Beth Fowler
Beth Fowler (Jersey City, 1º novembre 1940) è un'attrice, cantante e doppiatrice statunitense, attiva in campo televisivo, teatrale e cinematografico.

## Biografia
Ha lavorato a Broadway in numerose produzioni di musical, tra cui: Giant (1970), A Little Night Music (1973), Peter Pan (1979), Baby (1983), Take Me Along (1985), Teddy and Alice (1987), Sweeney Todd: The Demon Barber of Fleet Street (1989), La bella e la bestia (1994), Bells Are Ringing (2001) e The Boy From Oz con Hugh Jackman (2003). La sua performance più celebre è probabilmente quella nel ruolo di Mrs. Lovett nel musical Sweeney Todd, per cui è stata candidata al Tony Award, Drama Desk Award e Outer Critics Circle Award alla miglior attrice protagonista in un musical; nel 2004 è stata candidata al Tony Award alla miglior attrice non protagonista in un musical per The Boy from Oz.
In campo televisivo è apparsa in Law & Order, Criminal Intent e, più recentemente, in Orange is the new black. Ha recitato anche in alcuni film, tra cui Sister Act - Una svitata in abito da suora, Sister Act 2 - Più svitata che mai e Un perfetto gentiluomo.

## Filmografia

### Cinema
- Sister Act - Una svitata in abito da suora (Sister Act), regia di Emile Ardolino (1992)
- Sister Act 2 - Più svitata che mai (Sister Act 2: Back in the Habit), regia di Bill Duke (1993)
- Che fine hanno fatto i Morgan? (Did You Hear Something About the Morgans?), regia di Marc Lawrence (2009)
- Un perfetto gentiluomo (The Extra Man), regia di Shari Springer Berman e Robert Pulcini (2010)
- Ma come fa a far tutto? (I Don't Know How She Does It), regia di Douglas McGrath (2011)

### Televisione
- La valle dei pini (All My Children) – soap opera, episodi 5.936-5.937 (1992)
- Law & Order - I due volti della giustizia (Law & Order) – serie TV, episodio 3x19 (1993)
- Ed – serie TV, episodio 1x08 (2000)
- Law & Order: Criminal Intent – serie TV, episodio 5x21 (2006)
- Gossip Girl – serie TV, 3 episodi (2007-2012)
- Orange Is the New Black – serie TV (2013-2016)
- Elementary – serie TV, episodio 6x15 (2018)
- The Blacklist – serie TV, episodio 7x17 (2020)

### Doppiaggio
- Mulan, regia di Barry Cook e Tony Bancroft (1998)

## Doppiatrici italiane
Nelle versioni in italiano dei suoi film, Beth Fowler è stata doppiata da:
- Lorenza Biella in Orange Is the New Black
- Serena Michelotti in Un perfetto gentiluomo